# Asplenium stiriacum
Asplenium stiriacum är en svartbräkenväxtart. Asplenium stiriacum ingår i släktet Asplenium och familjen Aspleniaceae.

## Underarter
Arten delas in i följande underarter:
- A. s. aprutianum
- A. s. stiriacum